# Anania amaniensis
Anania amaniensis is een vlinder van de familie van de grasmotten (Crambidae). De wetenschappelijke naam van deze soort is voor het eerst voorgesteld als Ethiobotys amaniensis door Koen Maes in een publicatie uit 1997. De soort is vernoemd naar de typelocatie, Amani in Tanzania. De spanwijdte bedraagt 25 tot 29 millimeter.
De soort komt voor in Kameroen, Oeganda en Tanzania.